# Adrian Mierzejewski
Adrian Mierzejewski (pronunția poloneză: [aˈdrijan mʲɛʐɛˈjɛfskʲi]; n. 6 noiembrie 1986) este un jucător de fotbal polonez care joacă pentru Al Nassr FC și pentru naționala Poloniei, pe postul de mijlocaș.

## Cariera la club

### Stomil Olsztyn
Născut în Olsztyn, Mierzejewski și-a început cariera la echipa locală Tempo 25 Olsztyn, apoi a semnat cu Naki Olsztyn.
Pe 31 mai 2003 a debutat în II liga pentru Stomil Olsztyn, într-un joc împotriva celor Świt Nowy Dwór Mazowiecki, intrând în locul lui Marcin Kubsik în minutul 79. Mierzejewski a încheiat sezonul 2002-03, cu trei meciuri jucate în campionat, toate din postura de rezervă. După sfârșitul sezonului s-a întors la Naki Olsztyn.

### Wisła Płock
În 2004 Mierzejewski a semnat un contract pe cinci ani cu Wisła Płock, fiind cumpărat cu 15 000 de złoți. El a debutat în Ekstraklasa pe 15 mai 2004, într-un meci cu Dyskobolia Grodzisk Wielkopolski, intrând pe teren în minutul 86 în locul lui Dariusz Romuzga. A fost pentru prima dată titular într-un meci de campionat pe 8 iunie 2004, în egalul scor 1-1 cu GKS Katowice. Mierzejewski a jucat 45 de minute și a fost înlocuit de Klaudiusz Ząbecki. El a încheiat sezonul 2003-04  cu trei meciuri jucate în campionat.
Pe 10 noiembrie 2004, el a marcat primul său gol pentru Wisła  în victoria cu 5-1 obținută în fața celor de la Kujawiak Włocławek în Cupa Poloniei. Pe 1 mai 2005 Mierzejewski a marcat primul său gol în Ekstraklasa într-un meci Górnik Leczna pierdut de Wisla cu 2-3. Mierzejewski a încheiat sezonul 2004-05 cu 18 meciuri și patru goluri în toate competițiile.
Pe 11 august 2005 și-a în Cupa UEFA în a doua runda de calificare în meciul cu Grasshopper. Mierzejewski a încheiat sezonul 2005-06 cu 27 de meciuri și două goluri în toate competițiile. De asemenea, el a câștigat Cupa Poloniei cu Wisła. El nu a jucat în finală.

## Cariera la națională
Mierzejewski a jucat pentru selecționatele Poloniei la U18, U19, U20, U21 și U23. 
Pe 29 mai 2010 a debutat pentru echipa națională a Poloniei într-un meci amical împotriva Finlandei.
La 5 iunie 2011 a marcat primul său gol pentru echipa națională, într-un meci cu Argentina. Meciul s-a încheiat cu victoria Poloniei, scor 2-1.

## Legături externe
- Adrian Mierzejewski – pe site-ul UEFA
- Adrian Mierzejewski la 90minut.pl pl